# Club Liceo de Guadalajara
El Club Liceo de Guadalajara fou un club de futbol mexicà de la ciutat de Guadalajara.

## Història
El Liceo de Varones fou una brillant institució dedicada a l'ensenyament de l'estat de Jalisco. Fou creada l'any 1861, i ben va incloure entre les seves activitats pràctiques esportives com l'esgrima, la gimnàstica, l'equitació o la natació. Quan arribà el futbol a la ciutat, ben aviat es practicà a les escoles maristes, seminari de San José i Liceo de Varones. Fou l'any 2006 en què el Liceo començà la pràctica del futbol.
El Liceo participà en la Lliga Amateur de Jalisco i ben aviat començà una gran rivalitat amb un altre club de la ciutat, el Club Deportivo Guadalajara. Es proclamà campió regional la temporada 1910-11, repetint les temporades 1912-13 i 1913-14.
L'equip no tornà a participar en cap competició organitzada, ja que la institució Liceo de Varones fou dissolta el 1914.

## Palmarès
- Lliga Amateur de Jalisco (3): 1910-11, 1912-13, 1913-14.

## Jugadors destacats
Golejadors de l'equip:
- 1912-13 - Agustín Valenzuela amb 6 gols
- 1913-14 - Daniel Benítez amb 6 gols